# Theobald Fischer
Theobald Fischer, född 31 oktober 1846 i Kirchstetz, Thüringen, död 17 september 1910 i Marburg, var en tysk geograf.
Fischer studerade vid universiteten i Heidelberg och Halle an der Saale. Han blev privatdocent vid universitetet i Bonn 1876 på avhandlingen Beiträge zur physischen Geographie der Mittelmeerlander och 1879 professor i geografi i Kiel. Från 1883 till sin död var han professor i samma ämne i Marburg.
Han gjorde vidsträckta resor i Medelhavsländerna, såväl i Europa som i Afrika. Som resultat av därunder gjorda studier publicerade han bland annat Studien über das Klima der Mittelmeerländer (supplement till "Petermanns Mitteilungen", 1879), Die Dattelpalme (supplement 1881), Die südeuropäischen Halbinseln (i Alfred Kirchhoffs "Länderkunde von Europa", band 3, 1893).